# Кафасе
Кафа̀се (на италиански и на пиемонтски: Cafasse) е малък град и община в Метрополен град Торино, регион Пиемонт, Северна Италия. Разположен е на 408 m надморска височина. Към 1 януари 2020 г. населението на общината е 3383 души, от които 227 са чужди граждани.